# Sikorsky H-34
Le Sikorsky S-58 est un hélicoptère militaire américain, conçu à l'origine par la Sikorsky Aircraft Corporation pour l'United States Navy pour le service de la lutte anti-sous-marine. Entré en service sous l'appellation HSS-1 Seabat, puis HUS-1 Seahorse en version utilitaire, il a ensuite été retenu par l'United States Army, au sein de laquelle il est devenu H-34 Choctaw. Cet hélicoptère robuste et polyvalent a aussi fait l'objet de commandes civiles sous sa désignation constructeur (Sikorsky S-58) et a été construit sous licence par Sud-Aviation et Westland, qui en a également développé une version à turbine à gaz, le Westland Wessex.

## Développement

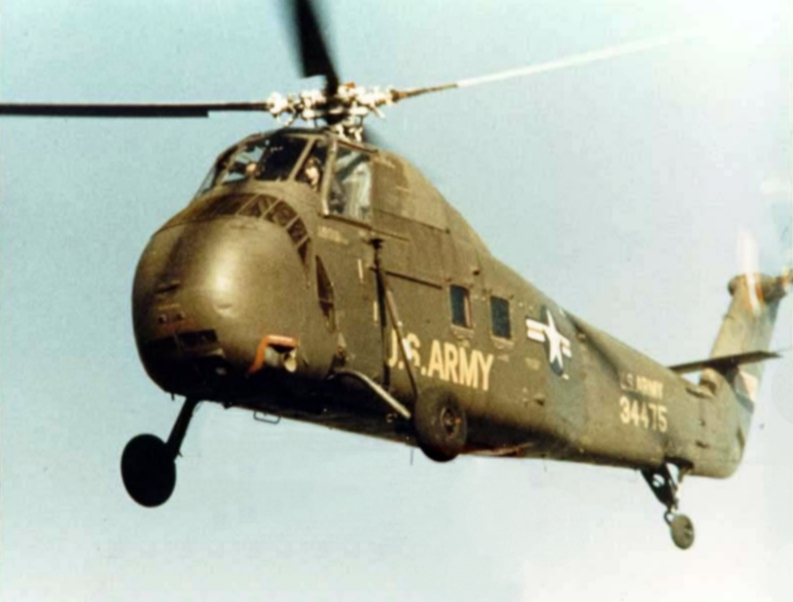
Sikorsky S-58 de l'United States Army.

Le Sikorsky S-58 fut développé en tant que version allongée et plus puissante du Sikorsky S-55 (ou UH-19 Chickasaw), avec un nez similaire, mais doté d'une roulette de queue à la place du double train arrière. Le moteur à pistons restait monté dans le nez, avec un arbre d'entraînement traversant le poste de pilotage et aboutissant au-dessus du compartiment à bagages.

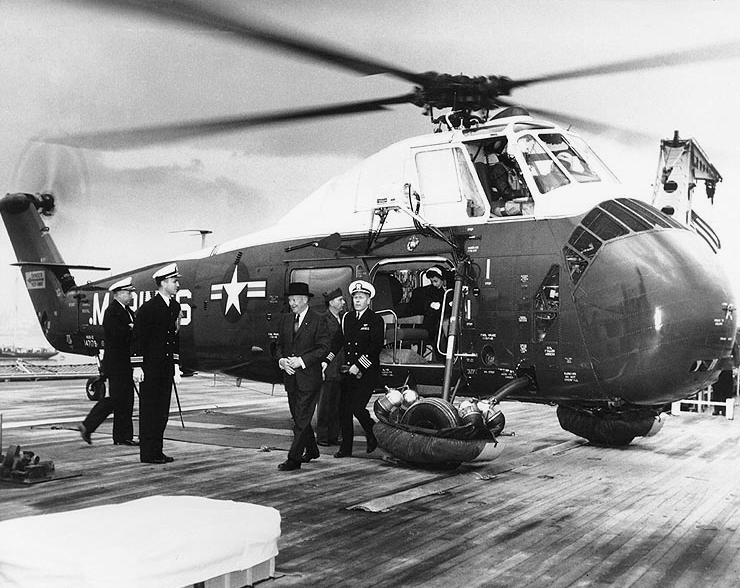
Le président Dwight D. Eisenhower arrivant le 15 décembre 1959 à bord du croiseur USS Des Moines (CA-134) dans le port du Pirée depuis un Sikorsky HUS-1 Seahorse de l'United States Marine Corps.

La machine effectua son premier vol le 8 mars 1954. Le premier S-58 de production fut prêt en septembre et entra en service pour la Marine des États-Unis sous les désignations HSS-1 Seabat (dans une configuration anti-sous-marine) et HUS-1 Seahorse (dans la configuration de transport utilitaire). L'US Army et le Marine Corps passèrent commande respectivement en 1955 et 1957. Dans le système de désignation des aéronefs de l'armée américaine, également utilisé par l'armée de l'air des États-Unis, l'hélicoptère fut désigné H-34. L'armée américaine allait également donner le nom de « Choctaw » à l'hélicoptère. En 1962, dans le cadre du nouveau système de désignation des aéronefs unifié, adopté par le département de la Défense des États-Unis (DoD), le Seabat fut désigné SH-34, UH-34 pour le Seahorse, et CH-34 pour le Choctaw. 230 CH-34C Choctaw sont dans l’inventaire de l’US Army en 1973.
Les différents rôles incluaient le transport utilitaire, la lutte anti-sous-marine, les missions de recherche et de sauvetage (SAR : Search And Rescue), et le transport de personnalités (VIP). Dans la version standard de transport, l'hélicoptère pouvait embarquer entre douze et seize soldats ou huit personnes sur des civières.
Le CH-34 fut également construit et développé sous licence à partir de 1958 au Royaume-Uni par Westland Aircraft, comme l'hélicoptère à turbine Wessex, qui fut utilisé par la Royal Navy et la Royal Air Force. Le Wessex était aménagé avec les équipements propres à son utilisation dans un rôle de lutte anti-sous-marine. La RAF a utilisé le Wessex pour le sauvetage en mer et le transport de troupes. D'autres Wessex furent également exportés vers d'autres pays et aménagés pour un usage civil.

## En France
Un total de 135 H-34 fut acheté en pièces détachées aux États-Unis et assemblé par Sud-Aviation en France. Cent-soixante-six machines supplémentaires furent produites sous licence par Sud-Aviation pour l'Armée de l'air, la Marine nationale. Si l'ALAT a bien utilisé des H19 et H21, elle n'a jamais reçu de H-34.
La Marine en réceptionne 57 dont 13 construits entièrement aux États-Unis par Sikorsky, 12 assemblés par Sud-Aviation, et 32 fabriqués sous licence par Sud-Aviation. Vingt machines furent détruites en opérations ou par accident. Les HSS auront accompli 185 000 heures de vol entre 1956 et leur retrait le 22 juin 1978.

### Guerre d'Algérie
Après la guerre d'Indochine, l'armée française connaît une certaine opulence en moyens aéronautiques durant la guerre d'Algérie. C'est ainsi que naît la manœuvre héliportée, conçue par le chef de bataillon Marceau Crespin et le capitaine Déodat de Puymontbrun, organisée autour des détachements d'intervention héliportés. Ces derniers, armés principalement par l'ALAT, mais aussi par l'armée de l'air et l'aéronavale disposent de plusieurs types d'appareils.

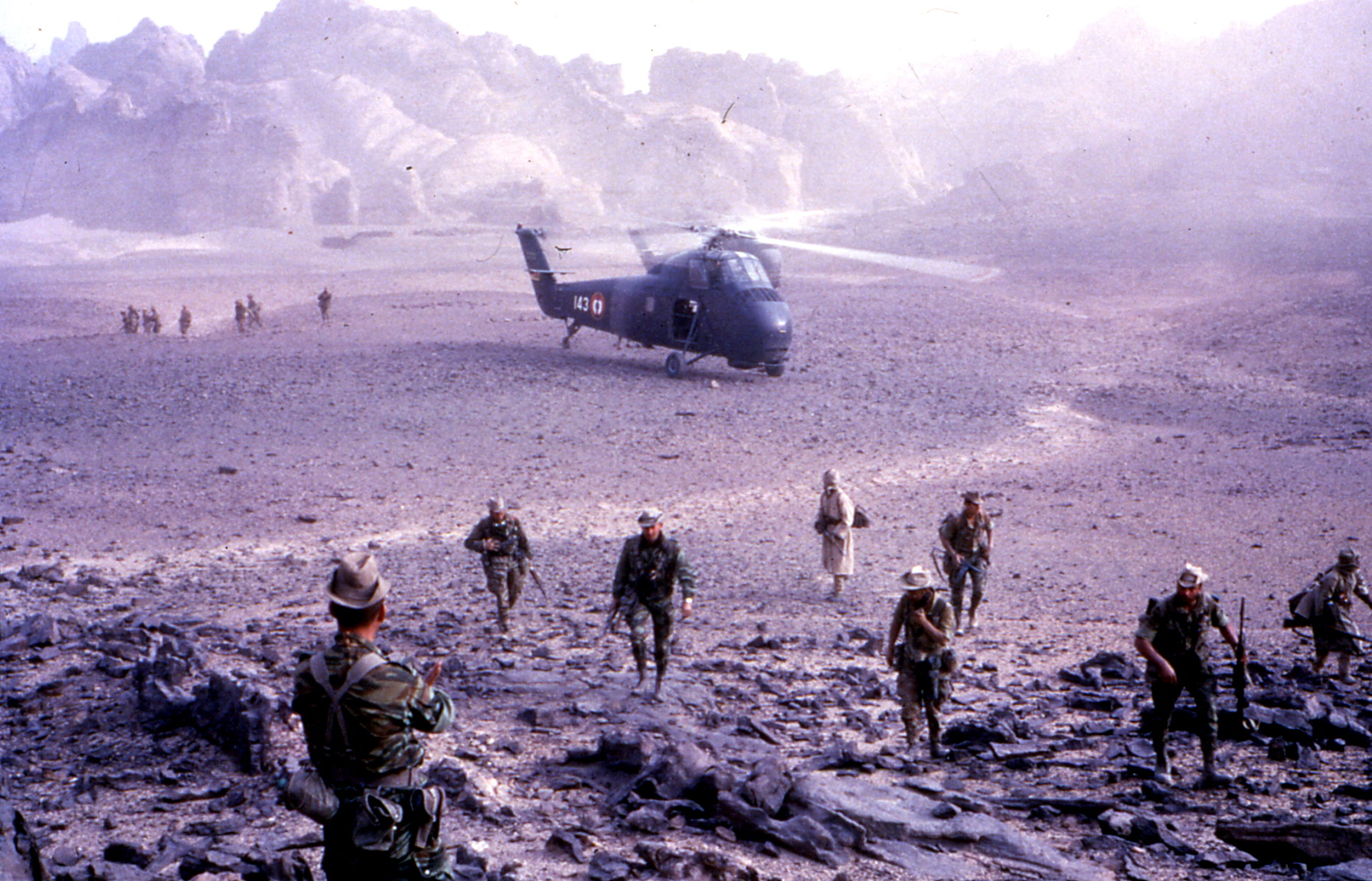
Un H-34 français de la 33F héliportant des parachutistes de la 6e CPIMa au Tchad dans le cadre de l'Opération Limousin en 1971.

Le plus connu est le premier gunship conçu à la suite des expérimentations du colonel Félix Brunet, le Sikorsky S-58 Pirate, armé d'un canon automatique MG 151/20 et de deux mitrailleuses M2 de 12,7 mm, qui participera à toute la guerre d'Algérie dans la lutte contre-guérilla. Cette guérilla va se développer dans les maquis dès 1955, surtout durant les grandes opérations du plan Challe, avant d'être finalement battue sur son propre terrain. La carrière de cet hélicoptère, au cours de ce conflit, est d'autant plus chargée de difficultés que ce terrain est en majorité montagneux et que les combattants algériens de l'ALN sont de redoutables coureurs de djebels. Ils ont parfaitement assimilé les principes mêmes de leur combat : harceler, disparaître, refuser le combat inégal. Pour les dénicher, il fallut des hélicoptères, et le Sikorsky S-58 était devenu l'outil indispensable par excellence.

### Unités de l'aviation navale française ayant utilisé des Sikorsky S-58
- Flottille 31F (1956-1977)
- Flottille 32F (1958-1970)
- Flottille 33F (1957-1978)
- Escadrille 20S (1956-1978)
- Flottille 35F (1969-1979)

## Culture populaire
Le Sikorsky H-34 est resté célèbre pour ses apparitions répétées dans la série télé des années 1980 Riptide où l'appareil était peint en rose et affublé d'une paire de lèvres en guise de nose art.
Un très bel exemplaire, intégralement restauré, trône à côté de l'entrée principale de la BAN d'Hyères (Var). Il a eu une carrière assez longue, puisqu'il fait partie des derniers hélicoptères de ce genre à avoir volé de manière opérationnelle jusqu'à la fin des années 1970, au sein de la Flottille 31F. Portant le numéro 182, cet appareil est exposé avec les pales principales repliées, dans sa livrée bleu marine typique de l'époque.
Un ancien aéronef d’une flottille de Lanvéoc (Finistère) est en « pot de fleur » juste après l’entrée de l’École navale. Il a été restauré en 2009 et son numéro 7 a été remplacé par 129. En 2017, il a été exposé pour la cérémonie des 60 ans de la flottille 33F.
Un autre Sikorsky H34 Marine resta exposé en plein air jusqu'à la fin des années 1990 au CFM d'Hourtin où se déroulait l'instruction de base (les classes) pour les appelés du contingent versés dans la Marine Nationale. Il servait de décor de fond pour les traditionnelles photos de promotions des « cols bleus ». Avec la fin du service militaire et la reconversion des casernes en village de vacances par un promoteur privé le sort de cette machine est inconnu.
Le 28 février 2018, après 7 800 heures de rénovation, le HSS-1 no 143 a retrouvé sa place au musée de l'Aviation légère de l'Armée de terre et de l'Hélicoptère à Dax.
L'armée de l'air a retiré ses appareils du service en 1975. Un exemplaire a été conservé et entretenu pour exposition statique, d'abord au Centre d'instruction des équipages d'hélicoptères (Chambéry, puis Toulouse-Francazal) et désormais à l'Escadron d'hélicoptères 1/67 Pyrénées.